# 砂の女/微熱少年
「砂の女 / 微熱少年」（すなのおんな びねつしょうねん）は、2017年4月5日に発売された、鈴木茂の7インチ・シングル。

## 解説
「砂の女」「微熱少年」両曲とも、鈴木茂の1975年リリースのファースト・ソロ・アルバム『BAND WAGON』収録曲。同曲でのカップリングは初となるシングル・カット。オリジナル・マスター使用。2017年版スペシャル・ジャケットによるタワーレコード限定発売の7インチ・シングルとして、「LADY PINK PANTHER / 8分音符の詩」と同時発売された。
「砂の女」について、後年鈴木は『BAND WAGON』レコーディング中にサンフランシスコで行われていたジョージ・ハリスンのコンサートを観に行った時、そこで聴いた「マイ・スウィート・ロード」が耳に残り、それで台所でああいった感じの2コードのイントロを弾きながら一気に作りあげたという、偶然できた曲だと語っている。

## アートワーク
ジャケットは『BAND WAGON』の中ジャケットに使われた写真と同じものを使用。また、シングル盤のレーベルおよびレコード袋はパナム・レーベル共通のものが採用されている。

## 収録曲
- 全曲 作詞：松本隆、作曲：鈴木茂

### SIDE A
1. 砂の女

### SIDE B
1. 微熱少年

## レコーディング・メンバー

### 砂の女
- Bass – Doug Rauch
- Drums – David Garibaldi
- Keyboard – Don Grusin
- Vocal, Guitar – Shigeru Suzuki

### 微熱少年
- Bass – Doug Rauch
- Drums – Greg Errico
- Clavinet – Don Grusin
- Piano – Bill Payne
- Vocal, Guitar – Shigeru Suzuki
- Horn Arranged by Kirby Johnson

## リリース日一覧
| 地域 | タイトル          | リリース日   | レーベル      | 規格               | カタログ番号 | 備考                             |
| ---- | ----------------- | ------------ | ------------- | ------------------ | ------------ | -------------------------------- |
| 日本 | 砂の女 / 微熱少年 | 2017年4月5日 | PANAM / CROWN | 7"シングルレコード | CRK-1023     | タワーレコード限定、初回限定盤。 |